# 정화 (드라마)
《정화》(情火)는 1977년 1월 31일부터 1977년 8월 27일까지 방송된 MBC 일일연속사극이다.

## 등장 인물
- 고두심 - 김만덕 역
- 김무생
- 김영애
- 김상순
- 오미연
- 정한영
- 고영준
- 정윤희
- 오경애
- 이경순
- 한인수
- 김호영
- 김용림
- 박규채
- 김애경
- 이계인

## 제작진
- 극본: 이상현
- 주제곡 작곡: 이복윤
- 노래: 이미자
- 음악: 조은아
- 촬영: 정치조
- 디자인: 주규선
- 타이틀: 강웅부
- 소품: 윤상준
- 분장: 박수명
- 의상: 장기옥
- 미용: 이덕재
- 영상: 안계홍
- 녹화: 김광창
- 음향: 강영석, 김학균
- 조명: 윤교중, 오상돈
- 카메라: 원춘재, 안영식, 이영삼
- 기술감독: 전종구
- 조연출: 김지일
- 연출: 유흥열